# Rati

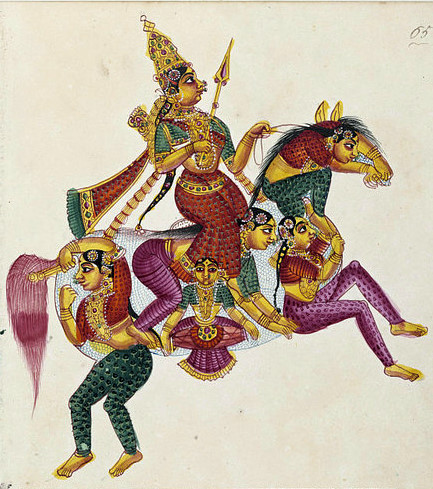
Rati

Rati (Sanskrit: रति, Rati) är kärlekens, passionens och sexualitetens gudinna inom hinduismen, maka, kvinnlig motpart (Shakti) och medhjälpare till kärleksguden Kama. Hon associeras särskilt med den sexuella njutningen och upphetsningen, och många sexuella tekniker tillskrivs i sanskrit sitt namn från henne. Hon avbildas ofta med Kama i legender och tempelskulpturer. 